# Wojciech Leonowicz
Wojciech Zdzisław Leonowicz (ur. 1979 w Lidzbarku Warmińskim) – polski aktor teatralny i filmowy; doktor habilitowany nauk o sztukach pięknych, specjalność: sztuki teatralne; adiunkt w Akademii Sztuk Teatralnych im. Stanisława Wyspiańskiego w Krakowie.

## Życiorys
Krakowską PWST ukończył w 2002 spektaklami dyplomowymi Szewcy (reż. J. Jarocki), Oświadczyny (reż. A. Mandat) oraz Wesele. Sceny (reż. J. Trela). Od 2004 aktor Teatru Bagatela im. Tadeusza Boya-Żeleńskiego w Krakowie. Występuje także na deskach teatrów: STU i Barakah. W 2008 wyróżniony przyznawaną młodym twórcom przez Związek Artystów Scen Polskich Nagrodą im. Leona Schillera. W 2016 roku uzyskał stopień doktora habilitowanego.

## Wybrana filmografia[4]
- 2016: Jestem mordercą – jako Milicjant Jerzy; w napisach imię bohatera: Witek
- 2016: Tytanowa biel – jako Kierownik dziekanatu
- 2015: Tato (spektakl telewizyjny) – jako Dziadek; Czarna postać z pieca; Wujek Stefan; Wojskowy; Pies)
- 2013: Wałęsa. Człowiek z nadziei – jako Tajniak
- 2012: Komisarz Alex – jako Kryspin
- 2012: Przepis na życie – jako Kajtek
- 2010: Duch w dom – jako Muzyk Lutek, kolega Leszka
- 2010: Hotel 52 – jako Darek
- 2009/2013-16: Blondynka – jako Romek, brat Elwiry
- 2009: Czas honoru – jako Kelner w kasynie
- 2009: Generał - zamach na Gibraltarze – jako Aktor
- 2009: Rysa – jako Dziennikarz
- 2008-09: Teraz albo nigdy! – jako Karol Daniluk
- 2007: Katyń
- 2004: Karol. Człowiek, który został papieżem – jako Feliks
- 2004: Katatonia – jako Gość bez celu